# Principat de Raigarh

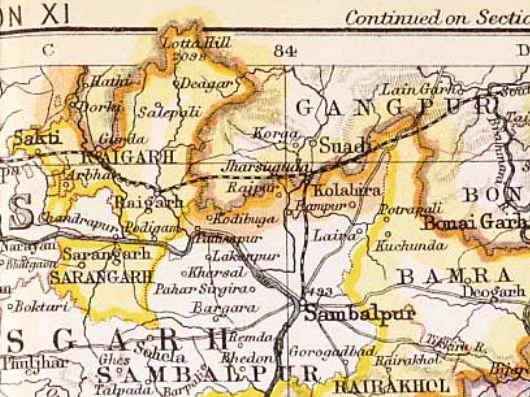
Raigarh a un mapa de l'Imperial Gazetteer of India.

Raigarh fou un estat tributari protegit a l'Índia central avui a Chhattisgarh, amb una superfície de 3.848 km². Marcava la seva frontera sud el riu Mahanadi. La capital era Raigarh (ciutat) amn 6.764 habitants el 1901, prop de la frontera amb Orissa; més al nord les muntanyes Chauwardhal s'estenien d'oest a est i deixaven al sud les planes de Raigarh i Bargarh dividides pel Mand, afluent del Mahanadi. El riu Kelo, també afluent del mateix Mahanadi, passava per la capital. La població de l'estat el 1901 era de 174.929 habitants repartits en una ciutat i 721 pobles. La llengua principal era el dialecte chhattisgarhi del hindi, i un 15% parlava oriya. La població era en gran part adivasi (aborigen) principalment kawars i gonds, amb petit nombre de gandes i rawats.

## Història
La família regnat era d'origen gond, i el primer fou el thakur Daryao Singh que hauria arribat procedent de Wairagarh a Chanda, obtenint alguns pobles en els que es van establir a l'inici del segle XVIII i que va rebre el títol de raja vers el 1625 del raja de Sambalpur. El cinquè raja, Jujhar Singh, va signar una aliança subsidiària amb la Companyia Britànica de les Índies Orientals, l'any 1800, quan els marathes van annexionar Sambalpur, del qual Raigarh era feudatari fins aleshores. El 1833 el seu fill Deonath Singh va aplanar una revolta del raja de Bargarh i com a recompensa va obtenir una part dels seus territoris que van formar la pargana de Bargarh. El 1857-1858 va fer bons serveis als britànics i el seu fill Ganshyam Singh fou reconegut com a príncep feudatari el 1867. Bhup Deo Singh, nascut el 1869, va pujar al tron el 7 de juny de 1890 i fou declarat major d'edat el 1894. El darrer raja Chakradar Singh va pujar al tron el 23 d'agost de 1924. El 1948 el principat va quedar dins la província (després estat) de Madhya Pradesh.

## Feudataris
Din l'estat hi havia quatre territoris governats per caps feudataris emparentats amb la casa reial, que el 1881 eren: Anjar Singh, que posseïa dotze pobles; Amar Singh, que en posseïa cinc; Thakur Raghunath Singh, que en tenia 30; i Thakur Parameswar Singh, altres 30.

## Llista de rages
- Jujhar Singh vers 1800-vers 1830
- Deonath Singh vers 1830-1863
- Ganshyam Singh 1863-1890
- Bhup Deo Singh 1890-1917
- Natwar Singh 1917-1924
- Chakradhar Singh 1924-1948 (+1970)

## Bandera
La bandera del principat era rectangular de tres franges horitzontals amb els colors taronja, groc i verd (de dalt a baix).